# Used To Know Me
"Used To Know Me" é uma canção da cantora e compositora inglesa Charli XCX, contida em seu quinto álbum de estúdio,  Crash (2022). Foi composta pela própria ao lado de Noonie Bao, Linus Wiklund e Dylan Brady, sendo produzida pelo coletivo de DJs e músicos Dopamine. A faixa foi lançada como o segundo single promocional do disco em 17 de março de 2022. A faixa contém amostra de "Show Me Love", canção de 1993 da cantora norte-americana Robin S., tanto que Allen George e Frederick McFarlane também são creditados como compositores. A canção estreou na Hottest Record da BBC Radio 1 apresentado por Clara Amfo e foi disponibilizada nos serviços musicais às 18h (GMT). Liricamente, ela detalha o fim de um relacionamento, o que a permite abrir os olhos e comece a juntar os pedaços de uma nova vida.
A música é escrita usando todos os verbos conjugados no passado, dando ao ouvinte a ideia de que a história acabou e que podemos finalmente nos libertar da gaiola metafórica que se tornou essa relação. Nos versos da canção, Charli é comparada a uma flor que desabrocha após o término desse amor, encontrando assim a força para olhar adiante e simbolicamente renascer.
Em entrevista para a Apple Music, Charli falou um pouco sobre o desenvolvimento da música: “Aqui eu tentei fazer como fiz em ‘Fancy’ – ou retomar aquele estado de espírito. Eu me lembro de procurar a melodia do refrão de ‘Fancy’ como eu nunca tinha feito antes. Em relação a melodias, geralmente eu sou muito instintiva e espontânea, mas com ‘Fancy’ eu tive que explorar vários cantos do meu cérebro para descobrir e para entender a formação das notas. Eu escrevi esta faixa sozinha nos estúdios do [produtor] Stargate, o que talvez tenha feito com que eu me sentisse na obrigação de fazer um grande sucesso pop. Daí, enquanto eu ouvia a música no repeat no carro, eu comecei a cantar a linha de sintetizador de ‘Show Me Love’, de Robin S. Então eu liguei para algumas pessoas e falei: ‘Isso é possível?’. E todo mundo disse: ‘Sim, mas você se importa com a questão da editora?’ E eu falei: ‘Acho que não’. Ela tem cara de um grande sucesso – é sobre você mudar quem você é depois do fim de um relacionamento.”

## Faixas e formatos
Download digital
1. "Used To Know Me" – 2:25

Pacote de streaming
1. "Used To Know Me" – 2:25
2. "Beg for You" – 2:48
3. "Every Rule" – 3:03
4. "Baby" – 2:39
5. "New Shapes" – 3:20
6. "Good Ones" – 2:16

## Créditos e pessoal
Créditos adaptados do Tidal e Genius.
Gestão
Publicado pela Asylum Records — distribuído pela WMG
Pessoal
- Charlotte Aitchison — vocais, compositora
- Noonie Bao — compositora
- Linus Wiklund — compositor
- Dylan Brady — compositor
- Allen George — compositor
- Frederick McFarlane — compositor
- Dopamine — produtor, mixagem
- Darryl Reid — teclados, programador, engenharia
- Jon Shave — teclados, programador, engenharia
- Thomas Warren — engenharia
- Randy Merrill — masterização
- Kevin Grainger — mixagem
- Stuart Hawkes — mestre